# Goulburn-Oberon Road
Die Goulburn-Oberon Road ist eine Verbindungsstraße im Osten des australischen Bundesstaates New South Wales. Die Straße verbindet den Hume Highway in Goulburn mit der O’Connell Road in Oberon. Die Straße ist als Hauptstraße 256 ausgewiesen und wird als Teil einer künftigen Umfahrung von Sydney gesehen.

## Verlauf
Die Straße zweigt in Goulburn vom Hume Highway (N31) nach Norden ab. Über Taralga führt sie nach Richlands, wo von Osten die Wombeyan Caves Road mündet. Weiter zieht sie zum Abercrombie River, den sie südlich des Abercrombie-River-Nationalparks überquert. An dessen Südostgrenze entlang führt die Straße weiter nach Norden und erreicht schließlich in Oberon die O’Connell Road.
An ihrem nördlichen Ende durchzieht die Goulburn-Oberon Road eindrucksvolle Pflanzungen von Monterey-Kiefern, die in Oberon zu Schnittholz verarbeitet werden.

## Straßenzustand
Von 2002 bis 2008 wurden umfangreiche Arbeiten an ihr ausgeführt. Der letzte unbefestigte Streckenabschnitt zwischen Abercrombie River und dem Ende der Wombeyan Caves Road wurde im Februar 2008 asphaltiert. 2007 erhielt das Upper Lachlan Shire einen Zuschuss der Regierung von New South Wales in Höhe von AU-$ 710.000, verteilt auf drei Jahre, zum Ausbau dieser Straße. Die Local Government Area selbst brachte AU-$ 1,42 Mio. für diesen Zweck auf. Mit Unterstützung der Stadtverwaltung von Oberon wurden die Arbeiten bereits im ersten Jahr beendet.

## Touristische Bedeutung
Zusammen mit der O’Connell Road bildet die Goulburn-Oberon Road eine sehenswerte und direkte Verbindung von Goulburn nach Bathurst. Besonders interessante Ausblicke bietet die Nordrampe in das Tal des Abercrombie River.